# Aspidistra carinata
Aspidistra carinata är en sparrisväxtart som beskrevs av Y.Wan och X.H.Lu. Aspidistra carinata ingår i släktet Aspidistra och familjen sparrisväxter. Inga underarter finns listade i Catalogue of Life.